# Arno Friedrich

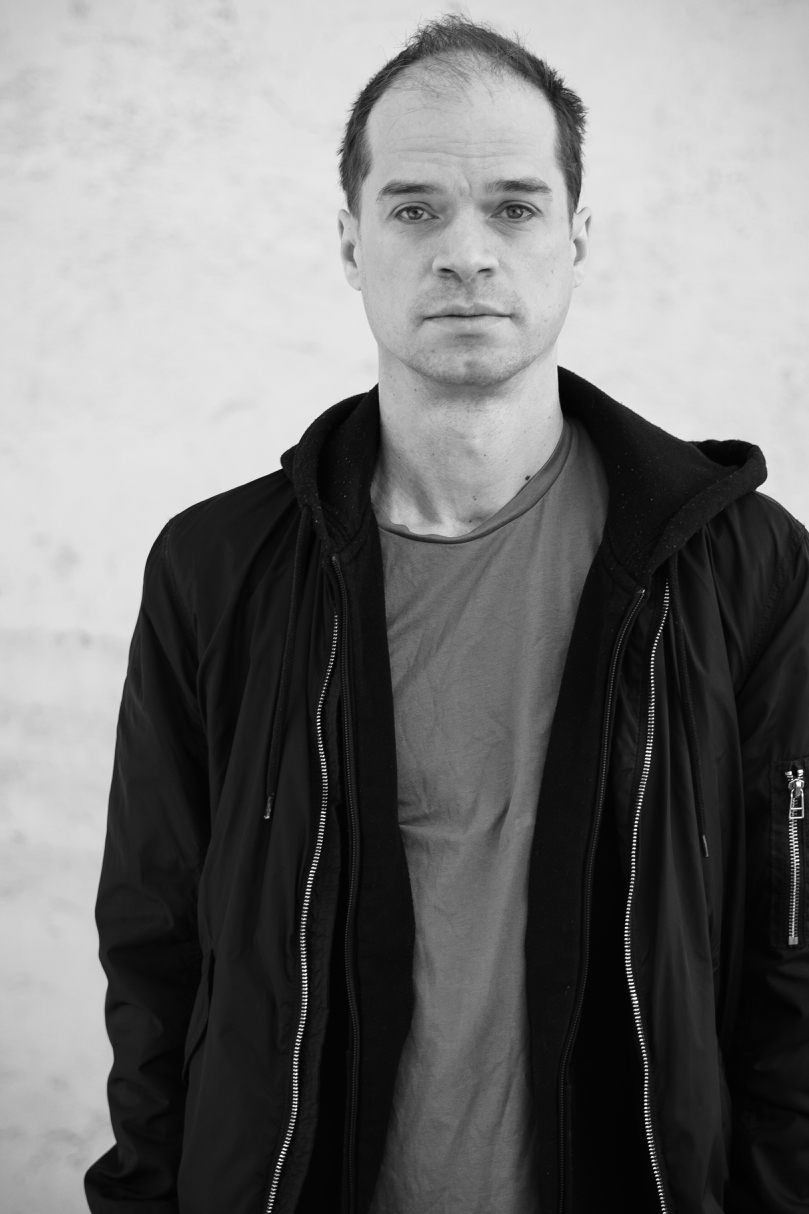
Arno Friedrich, 2021

Arno Friedrich (* 11. Oktober 1978 in Nürnberg) ist ein deutscher Schauspieler, bildender Künstler und Regisseur.

## Leben
Arno Friedrich spielte 1998 kurz nach dem Abitur am Gostner Hoftheater in Nürnberg unter anderem unter der Regie von Hans Hirschmüller, bevor er das Studium der Philosophie und Kunstgeschichte an der Friedrich-Alexander-Universität Erlangen abbrach und 2001–2004 seine Ausbildung an der Schauspielschule Charlottenburg in Berlin absolvierte. Er war Ensemblemitglied der Unterfränkischen Landesbühne Theater Schloss Maßbach, spielte u. a. in München im Import/Export, HochX Theater, dem TamS-Theater, theater VIEL LÄRM UM NICHTS, Teamtheater und dem Prinzregententheater / Akademietheater sowie am Staatstheater Augsburg und Tiroler Landestheater Innsbruck. Zusammenarbeit u. a. mit den Regisseuren Hans Hirschmüller, Eos Schopohl, Malte C. Lachmann, Oliver Zahn, Bernadette Sonnenbichler, Philipp Jescheck, Lorenz Seib. Mehrere Arbeiten im Zwischenbereich von Performance und Schauspiel mit dem Münchner Regisseur Burchard Dabinnus. Arno Friedrich arbeitet außerdem als bildender Künstler, Filmemacher und Regisseur.
Nach einigen Kurzfilm-Stop-Motion-Experimenten im Teenageralter drehte Arno Friedrich seinen ersten Film 1998 mit 19 Jahren frei nach einer Theaterstückvorlage. Seither entstanden zahlreiche Kurzfilme und 2020 dann mit „womöglich weltfremd“ erstmals eine konkrete Verbindung von bildender Kunst und Film in einem eigenwilligen collageartigen Filmformat. Seither experimentiert er mit „theatralen“ Filmformen, der Einbindung von Live-Elementen in den Film und die Filmvorführung sowie der Vermischung von digitalen und analogen Mitteln. Beispielhaft dafür steht der Bau von Abrollvorrichtungen von mehreren Metern bemalter Leinwand um Kamerafahrten zu simulieren oder abgefilmter Live-Animation auf lichtstarken Tageslichtprojektoren. In Zusammenarbeit mit der Münchner Puppenbauerin und -spielerin  Tine Hagemann entstanden 2020 experimentelle Animationsfilme in Stop-Motion und Legetechnik für das Pathos Theater München. Nachdem er sich 2019 mit „Victor oder die Kinder an der Macht“ dem Aufbegehren der jungen Generation mit einer surrealistischen Vermischung von Punk und DADA auseinandersetzte, geht Arno Friedrich in seiner aktuellen Theaterinszenierung „Leaving Lamento“ in einer Zeit ohne Theater und Publikum mit dem Ensemble und in Zusammenarbeit mit der Autorin Verena Richter der Frage „warum Theater?“ nach. Hierbei entstand auch der 50-minütige Spielfilm „Klangvolles Seufzen unter Hüten“.

## Werkübersicht (Auswahl)

### Regie
- 2021: „Die Marmeladeninsel“ (Musikvideo)
- 2021: „Klangvolles Seufzen unter Hüten“ (Spielfilm, 50 min)
- 2021: „Leaving Lamento“ (Stückentwicklung mit Texten von Verena Richter) am theater VIEL LÄRM UM NICHTS, München
- 2020: „womöglich weltfremd“ (Spiel/Dokumentarfilm) TamS Theater München
- 2019: „Victor oder die Kinder an der Macht“ von Roger Vitrac am theater VIEL LÄRM UM NICHTS, München
- 2019: „Agonie 1928“ (Kurzfilm)
- 2019: „Zum Schutz der Fliegen“ (Kurzfilm)
- 2019: „welcome to my world“ (Kurzfilm)
- 2017: „Die Möwe“ (Kurzfilm)
- 2011: Assistenz bei „Mit der Zeit werden wir fertig – eine demente Hoffnung“, Regie: Burchard Dabinnus, TamS Theater München
- 2010: Assistenz bei der Theaterproduktion: „Mit tödlichem Ausgang“, Regie: Cornelius Gohlke, TamS Theater München
- 1999: „Junk Food“ (Kurzfilm)

### Schauspiel
- 2021: „Turandot“ (Inszenierung: Andreas Seyferth, theater VIEL LÄRM UM NICHTS München)
- 2020: „Der Fluch der Souffleuse“ (Inszenierung: Lorenz Seib, TamS Theater München)
- 2019: „Flüsterzettel“ (Inszenierung: Burchard Dabinnus, Theater HochX München)
- 2019: „Der letzte Dreck“ (Inszenierung: Lorenz Seib, TamS Theater München)
- 2019: „Victor oder die Kinder an der Macht“ (Inszenierung: Arno Friedrich, theater VIEL LÄRM UM NICHTS München)
- 2018: „Hund Frau Mann“ (Inszenierung: Eos Schopohl, Torturmtheater Sommerhausen)
- 2017: „Das Käthchen von Heilbronn hab ich mir anders vorgestellt“ (Inszenierung: Lorenz Seib, TamS Theater München)
- 2017: „Der Prozess“ (Inszenierung: Philipp Jescheck, Tiroler Landestheater Innsbruck)
- 2016: „Tante und ich“ (Inszenierung: Philipp Jescheck, Teamtheater München)
- 2016: „Seekrank im Schwimmbad“ (Inszenierung: Lorenz Seib, TamS-Theater München)
- 2015: „Peter Pan“ (Inszenierung: Bernadette Sonnenbichler, Staatstheater Augsburg)
- 2015–2017: „Reste von gestern“ (Inszenierung: Burchard Dabinnus, Tournee, Staatstheater Augsburg)
- 2015: „Blues Brothers“, (Inszenierung Manfred Weiß, Freilichtbühne Staatstheater Augsburg)
- 2015: „Reise ins Exil – Flüchtlingsgespräche“ (Staatstheater Augsburg, Brechtfestival – Inszenierung: Martin de Crignis)
- 2014: „Der gute Mensch von Sezuan“ (Theater Werkmünchen – Inszenierung: Franziska Kronfoth)
- 2014: „Brecht hoch 3 – Der Ja-Sager und der Nein-Sager“ (Staatstheater Augsburg – Inszenierung: Leonie Pichler)
- 2013: „Attempts on her Life – Angriffe auf Anne“ (Akademietheater München – Inszenierung: Oliver Zahn)
- 2012: „Die Schafspelzratten!“ (Import/Export München – Inszenierung: Emre Akal)
- 2012: „Der Streit“ (Akademietheater München – Inszenierung: Malte Lachmann)
- 2011: „Mit der Zeit werden wir fertig (eine demente Hoffnung)“ (TamS-Theater München – Inszenierung: Burchard Dabinnus)
- 2006–2009: Engagement an der Fränkischen Landesbühne Schloss Maßbach
- 2004: „Pension Schöller“ (Theater Schalotte, Berlin – Inszenierung: Heidemarie Schneider)
- 2000–2001: „Triage“ (Gostner Hoftheater, Nürnberg – Inszenierung: Irene Graef)
- 1998: „Die Schaukel“ (Gostner Hoftheater, Nürnberg – Inszenierung: Hans Hirschmüller)

### Filmografie als Schauspieler
- 2011: Forsthaus Falkenau, Regie: Andreas-Jordan Drost
- 2010: Polizeiruf 110 – Denn sie wissen nicht, was sie tun, Regie: Hans Steinbichler
- 2010: SOKO 5113, Regie: Bodo Schwarz
- 2009: Auf den zweiten Blick (Kurzfilm) Regie: Lorenz Weißfuß
- 2009: Qualverwandtschaften (Kurzfilm) Regie: Nora-Alice Horlacher
- 2007: Measure Creek (Kurzfilm) Regie: Jakob Lass
- 2003: Tschuldigung Laterne (Kurzfilm) Regie: Sebastian Bieniek
- 2003: Wurstmenschen (ZDF-Serie) Regie: Volkmar Umlauft
- 1999: Nighttrain (Kurzfilm) Regie: Steffen Hornung

### Bildende Kunst
- offizielle Homepage Yaki Nori